# Rod Beck
Pour les articles homonymes, voir Beck.
Rodney Roy Beck  (3 août 1968 - 23 juin 2007) était un  joueur américain de baseball des ligues majeures. Ce lanceur de relève droitier joua pour les Giants de San Francisco (1991-1997), les Cubs de Chicago (1998-1999), les Red Sox de Boston (1999-2001) puis les Padres de San Diego (2003-2004) en MLB. 
En 13 saisons en MLB, il signa 38 victoires pour 45 défaites, 286 sauvetages et une moyenne de points mérités de 3,30 en 704 matchs disputés. Au bâton, sa moyenne était de .211.
Il fut sélectionné trois fois en Match des étoiles (1993, 1994 et 1997).